# Sóller
Sóller es un municipio y localidad española de la comunidad autónoma de Islas Baleares, situado en la costa noroeste de la comarca de la Sierra de Tramontana, Mallorca. El término municipal comprende cuatro núcleos: Sóller, Puerto de Sóller, L'Horta y Biniaraix.

## Geografía
El municipio de Sóller limita con los de Buñola, Deyá, Fornaluch y Escorca.

## Historia
Se han encontrado, en Muleta, vestigios de la cultura talayótica que se remontan a una época comprendida entre el 5200 a. C. y el 2700 a. C. En el Museo de Mallorca hay tres estatuas de bronce encontradas en la Roca Roja (siglos IV-III a. C.) de una divinidad bélica de la prehistoria balear.
El 11 de mayo de 1561, una coalición de corsarios argelinos comandados por Uchali y Iusuf-Arrais formaron una escuadra muy potente con veintidós galeones para atacar Mallorca.
Esta armada, antes de llegar a Mallorca, se detuvo en Ibiza para proveerse de agua. Esto hizo que los mallorquines recibieran aviso de que el ataque empezaría en Sóller, por lo que el capitán general de Mallorca, Guillem de Rocafull, envió un aviso al capitán de Sóller, Joan Angelats, y a Buñola, Santa María y Alaró para que diesen su ayuda.[cita requerida]
Los mallorquines salieron hacia el Camp de s'Oca, en dirección al Puerto de Sóller. Desembarcaron unos 1600 corsarios sin que los guardas de tierra se diesen cuenta. Los invasores se dividieron en dos grupos: mientras uno fue directamente hacia el puerto, el otro dio un rodeo y atacó Sóller desde el norte, obteniendo un gran botín. Los Sollerics, que habían salido hacia el puerto, se encontraron entre dos fuegos, decidiendo atacar el grupo corsario que se encontraba en el puerto. Una vez retomado el puerto decidieron esperar a que el segundo grupo volviera cargado con el botín, mujeres y niños que pretendían llevarse como esclavos. Cuando los corsarios se sintieron en peligro mataron muchos prisioneros, por lo que fueron perseguidos por los mallorquines hasta los acantilados. Se deben remarcar dos hechos: las valientes mujeres de Can Tamany que liquidaron con engaños a los piratas que asaltaron la casa y una partida de bandoleros que hicieron un gran daño a las filas sarracenas, por lo que fueron perdonados por el rey Felipe II. Estos hechos se recuerdan cada año en una fiesta en mayo.
Debido a los corsarios, a partir del XVI, se construyó la Torre Picada y el castillo del Puerto De Sóller. También se fortificó una parte del pueblo, aunque de esta última obra solamente queda un trozo de muralla junto a la iglesia parroquial.
Sóller experimentó una emigración significativa entre finales del XIX y principios del XX hacia Puerto Rico y Francia pero también a Bélgica, Alemania, Luxemburgo y Suiza. Emigrantes participaron en el asentamiento de Argelia francesa. El exministro del interior francés Christophe Castaner tiene raíces en Sóller.
En 1912, el ferrocarril de Palma abrió el pueblo y facilitó el comercio.
En 1997, la apertura del túnel perforado en la carretera de Palma a Sóller abrió aún más el pueblo; su uso es gratuito desde 2018.

## Demografía
Sóller cuenta con una población de 13 744 habitantes (INE 2024).
| Gráfica de evolución demográfica de Sóller entre 1842 y 2021                                                        |
| |
| Población de derecho según los censos de población del INE Población de hecho según los censos de población del INE |

## Administración y política
| Periodo   | Nombre            | Partido | Partido                                            |
| --------- | ----------------- | ------- | -------------------------------------------------- |
| 1979-1981 | Simón Batle       |         | Unión de Centro Democrático (UCD)                  |
| 1981-1983 | Bartomeu Coll     |         | Unión de Centro Democrático (UCD)                  |
| 1983-1991 | Antoni Arbona     |         | Unió Mallorquina (UM)                              |
| 1991-1992 | Joan Arbona       |         | Partit Socialista de Mallorca (PSM)                |
| 1992-1996 | Isabel Alcover    |         | Partido Popular (PP)                               |
| 1996-1998 | Ramón Socías      |         | Partido Socialista Obrero Español (PSOE)           |
| 1998-1999 | Joan Arbona       |         | Partit Socialista de Mallorca (PSM)                |
| 1999-2001 | Joan Arbona       |         | Partit Socialista de les Illes Balears (PSIB-PSOE) |
| 2001-2003 | Ramon Socías      |         | Partit Socialista de Mallorca (PSM)                |
| 2003-2007 | Carlos Simarro    |         | Partido Popular (PP)                               |
| 2007-2009 | Guillem Bernat    |         | Unió Mallorquina (UM)                              |
| 2009-2011 | Josep Lluís Colom |         | Partit Socialista de les Illes Balears (PSIB-PSOE) |
| 2011-2015 | Carlos Simarro    |         | Partido Popular (PP)                               |
| 2015-2019 | Jaume Servera     |         | Més                                                |
| 2019-2023 | Carlos Simarro    |         | Partido Popular (PP)                               |
| 2023-act. | Miquel Nadal      |         | Partido Popular (PP)                               |

| Partido político                                   | 2023  | 2023  | 2023       | 2019  | 2019  | 2019       | 2015  | 2015  | 2015       | 2011  | 2011  | 2011       | 2007    | 2007    | 2007       |
| Partido político                                   | %     | Votos | Concejales | %     | Votos | Concejales | %     | Votos | Concejales | %     | Votos | Concejales | %       | Votos   | Concejales |
| Partido Popular (PP)                               | 40,86 | 2512  | 8          | 35,90 | 2265  | 7          | 36,09 | 2311  | 6          | 40,46 | 2590  | 9          | 39,94   | 2562    | 8          |
| Més (PSM-IV-EN-APIB)                               | 21,57 | 1326  | 4          | 22,22 | 1402  | 4          | 27,72 | 1775  | 5          | 5,86  | 375   | 1          | 8,45    | 542     | 1          |
| Partit Socialista de les Illes Balears (PSIB-PSOE) | 11,35 | 698   | 2          | 17,83 | 1125  | 3          | 21,15 | 1354  | 4          | 24,00 | 1536  | 5          | 22,34   | 1433    | 4          |
| Seny i Sentit                                      | 18,05 | 1110  | 3          | –     | –     | –          | –     | –     | –          | –     | –     | –          | –       | –       | –          |
| Proposta per les Illes (PI)                        | 3,69  | 227   | 0          | 5,56  | 351   | 1          | 6,75  | 432   | 1          | –     | –     | –          | –       | –       | –          |
| Podem-Esquerra Unida de les Illes Balears (EUIB)   | 3,04  | 187   | 0          | 5,89  | 372   | 1          | 6,23  | 399   | 1          | –     | –     | –          | Con PSM | Con PSM | Con PSM    |
| Ciudadanos (CS)                                    | –     | –     | –          | 9,25  | 584   | 1          | –     | –     | –          | –     | –     | –          | –       | –       | –          |
| Entesa per Mallorca (ExM)                          | –     | –     | –          | –     | –     | –          | –     | –     | –          | 8,64  | 553   | 2          | 8,96    | 575     | 1          |
| Unió Mallorquina (UM)                              | –     | –     | –          | –     | –     | –          | –     | –     | –          | –     | –     | –          | 14,16   | 908     | 3          |

## Servicios

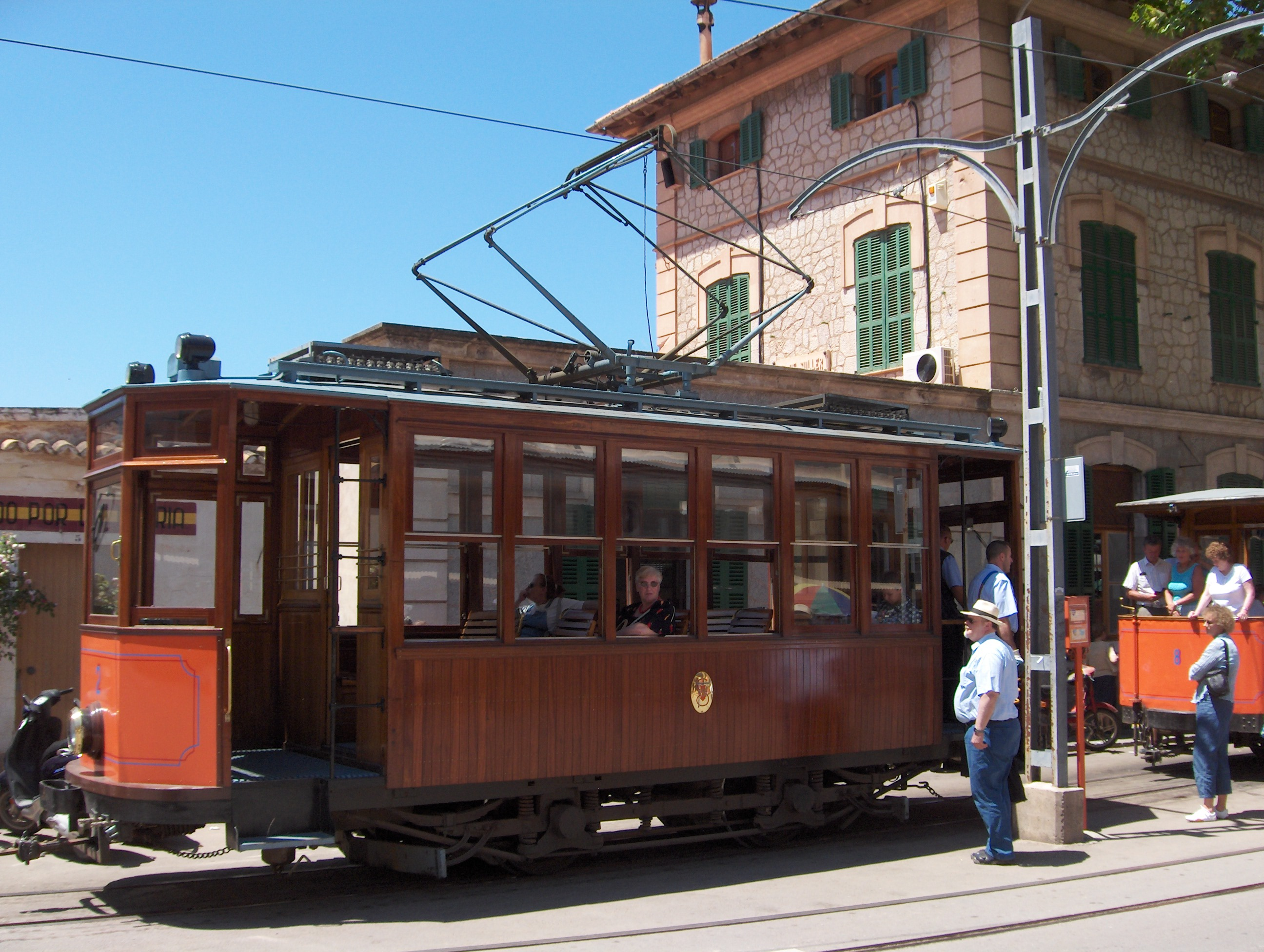
Tranvía en Puerto de Sóller

Hay un ferrocarril que enlaza Sóller con Palma de Mallorca, con parada intermedia en Son Sardina y Buñola. Se trata de un tren eléctrico, que se ha conservado con el mismo trayecto y maquinaria (locomotora, vagones, vías, etc.) desde principios del XX. También hay una línea de tranvía entre Sóller y el Puerto de Sóller.
Para llegar hasta la ciudad de Sóller se construyó un túnel que evita el trayecto montañoso de la carretera vieja, y recientemente también se ha construido otro túnel que une Sóller con el Puerto de Sóller para peatonalizar la primera línea del puerto.

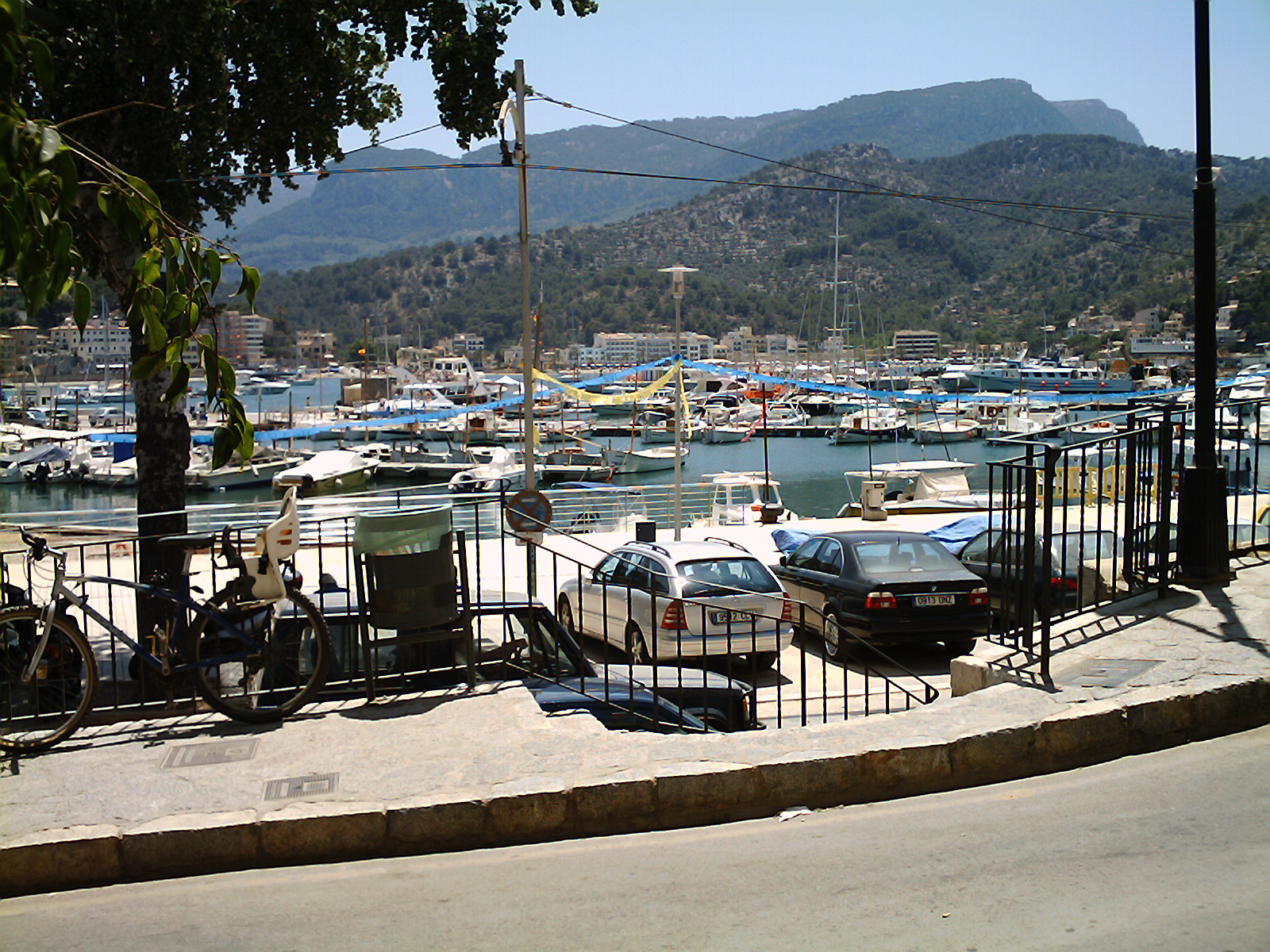
Puerto de Sóller

Tal como indica su nombre, en Puerto de Sóller se ubica el puerto del municipio.

## Economía
Actualmente su principal medio de vida es el turismo, aunque aún se mantiene el cultivo de hortalizas, cítricos (las naranjas de Sóller son famosas en toda la isla) y olivos.

## Cultura

### Museos
- Museo de la Mar. Oratorio de Santa Caterina d'Alexandria (siglo XIII) (Puerto de Sóller)[6]
- Museo etnográfico. Museu de Sóller: Casal de Cultura (1640), Calle de Sa Mar, 13 (Sóller)[7][8][9]
- Can Prunera (Can Magraner), Casa Museo modernista (1911). Calle de la Lluna 86 y 90 (Sóller)[10]
- Museo de Ciencias Naturales y Jardín Botánico (1985) (Carretera al Puerto de Sóller)[11]

### Fiestas
- El Firó es la fiesta más importante y más conocida de Sóller, recuerda el saqueo corsario que sufrió Sóller el 11 de mayo de 1561. En ella se encuentran 4 batallas (2 en el Puerto, 1 en La Huerta y 1 en la plaza del pueblo).
- Desde 1980, Sóller acoge cada verano el festival folclórico internacional "Sa Mostra" de una semana de duración. Se fue fundado por el grupo de dança tradicional "Aires Sollerics". [12][13]
- En agosto se celebra la fiesta de San Bartolomé, dedicada al patrón del pueblo, con un espectáculo de fuego llamado correfoc en que el infierno toma la Tierra. Los demonios del grupo local Esclatabutzes invaden la plaza de la constitución del pueblo después de un espectáculo de introducción. La fiesta acaba con el "correaigua" donde los bomberos locales y miembros del grupo refrescan a los asistentes que lo deseen.
- Cada enero se celebra el Día de los Reyes con procesiones desde el Puerto hasta el centro.

### Deporte

#### Sociedades deportivas
- Defensora Sollerense (1877)
- La Unió (sa Botigueta) (1893)
- Círculo Sollerense (1899)

#### Clubes deportivos
- La Unió (sa Botigueta) (1893)
- Círculo Sollerense (1899)
- C.F. Puerto de Sóller (2006)
- Club de Fútbol Sóller (1923)
- Círculo Sollerense (fútbol femenino) (2008)
- Club Bàsquet Joventut Mariana(1942)
- Club Kárate Sóller (1992)
- Club Volei Sóller (1999)